# Éste es mi barrio
Este es mi barrio es una serie de televisión escrita y dirigida por Vicente Escrivá y estrenada por Antena 3 en 13 de septiembre de 1996.

## Argumento
Ambientada en un barrio de clase obrera de Madrid, narra la vida de Cándido Cabrales, un hombre de mediana edad que se enfrenta con problemas laborales y termina siendo despedido cuando, siendo viudo, debe sacar adelante a sus dos hijos: Nacho y Elisa. Cándido afronta su nueva vida tratando de mejorar las relaciones de buena vecindad con todos los que lo rodean en el barrio.

## Reparto
- José Sacristán ... Cándido Cabrales
- Alberto San Juan ... Nacho Cabrales
- Melanie Olivares ... Elisa Cabrales
- Carmen Rossi ... Justina
- Alejandra Grepi ... Nati
- Marc Martínez ... Toño
- Javier Cámara ... Don Justo
- Nuria González ... Puri
- Ángeles Martín ... Alma
- Maru Valdivieso ... Silvana
- Marta Belenguer ... Emma
- Carlos Iglesias ... Ramón
- Arévalo ... Remi
- Saturnino García ... Alejo
- Agustín González
- Javivi
- Paloma Hurtado
- Guillermo Ortega ... "Piri"
- Pedro Casablanc
- José Carabias
- María Kosty
- Jaroslaw Bielski

- Datos: Q5838669